# (48527) 1993 LC1
1993 أل سي 1 (ويعرف أيضًا باسم (48527) 1993 أل سي 1 وفق تسمية الكوكب الصغير) (بالإنجليزية: 1993 LC1)‏ هو كويكب ضمن حزام الكويكبات؛ وترتيبه 48527 من حيث الاكتشاف.
اكتُشف هذا الجُرم الفلكي بواسطة روبرت إتش ماكنوت في 13 يونيو 1993.

## وصلات خارجية
- (48527) 1993 LC1 في قاعدة بيانات مختبر الدفع النفاث لأجرام النظام الشمسي الصغيرة

- الاكتشاف · مخطط المدار ·  العناصر المدارية · المعلمات المادية

- (48527) 1993 LC1 على موقع ويكي سكاي: DSS2, SDSS, GALEX, IRAS, Hydrogen α, X-Ray, Astrophoto, Sky Map, Articles and images